# Porphyrophora polonica
Porphyrophora polonica är en insektsart som först beskrevs av Carl von Linné 1758.  Porphyrophora polonica ingår i släktet Porphyrophora och familjen pärlsköldlöss. Arten är reproducerande i Sverige. Inga underarter finns listade i Catalogue of Life.

## Bildgalleri

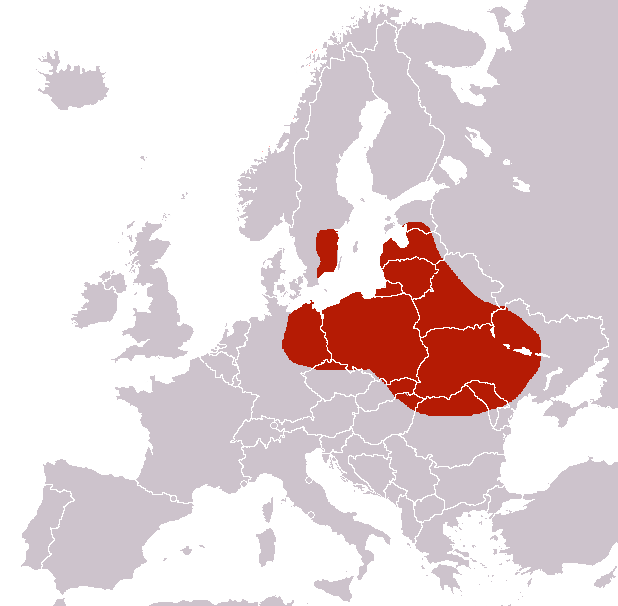
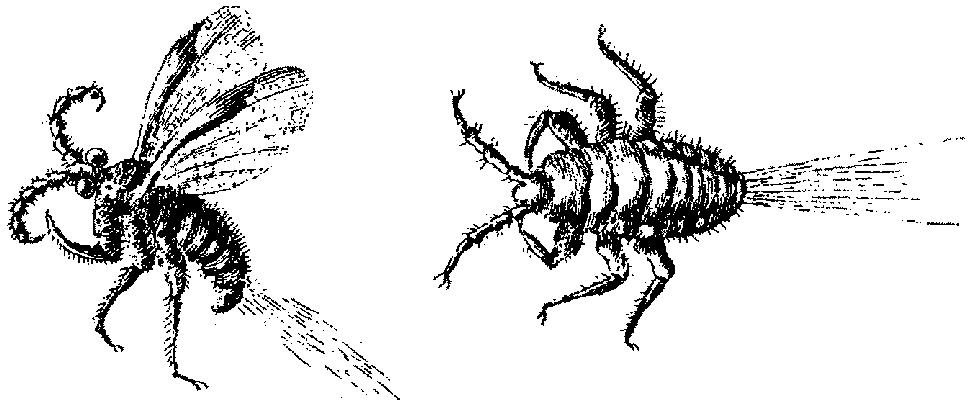
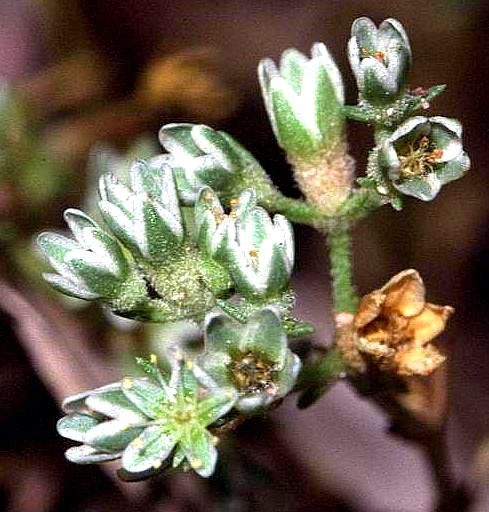
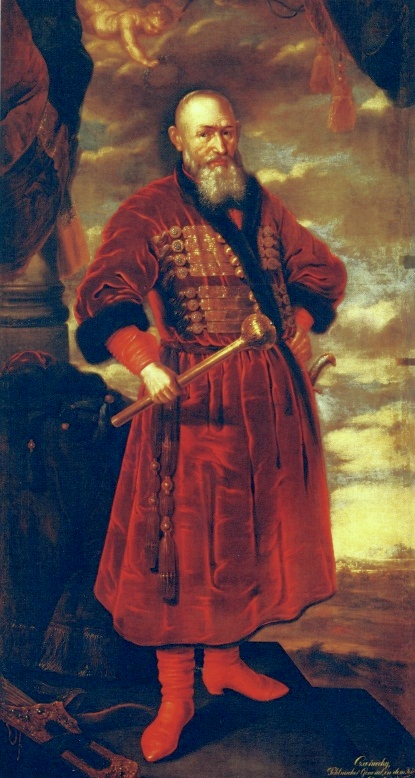
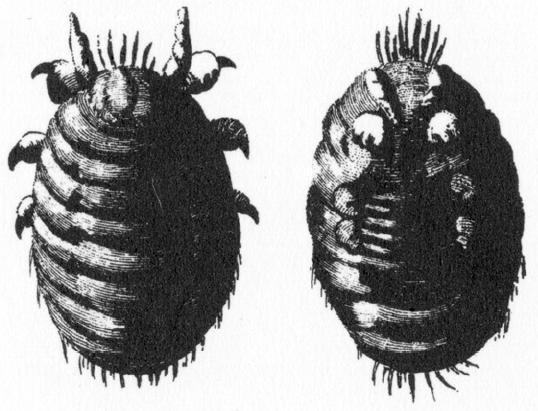
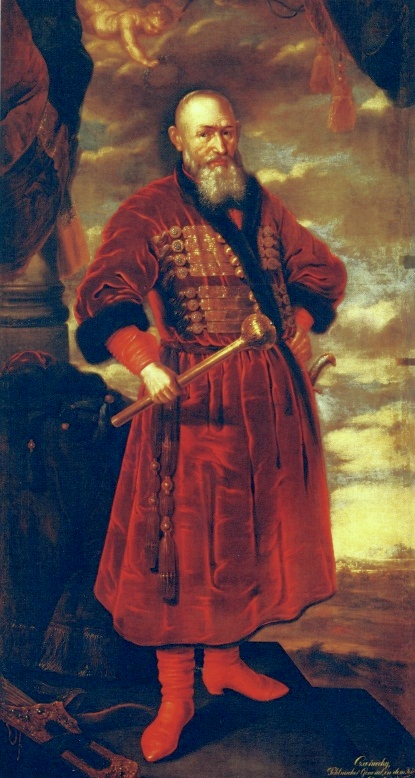